# 만곡형 거울

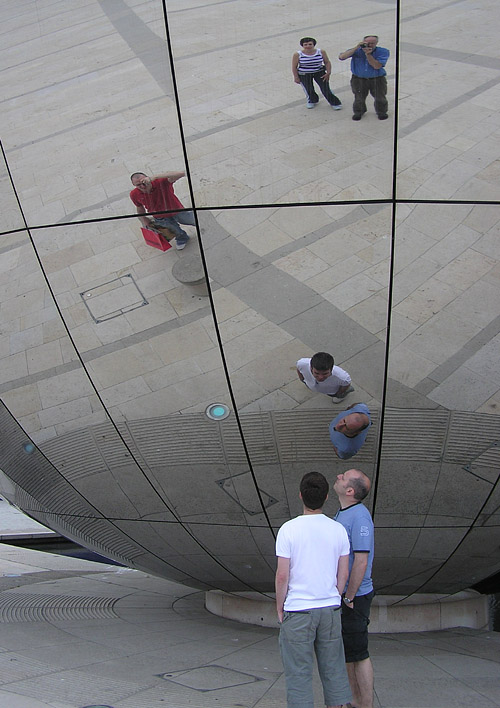
볼록 거울의 반사.

만곡형 거울은 반사표면이 굽은 거울이다. 표면은 바깥이 튀어나온 볼록형이거나 반사면이 오목한 오목형일 수 있다. 대부분의 만곡형 거울은 구의 일부와 같은 모양을 지닌 표면들을 갖고 있으나 다른 모양들은 광학 장치에 사용되는 경우가 있다. 가장 흔한 비구면 형태는 포물면 반사기이며 먼 물체를 촬상하는데 필요한 반사 망원경과 같은 광학 장치에서 볼 수 있다. 구면 렌즈와 같은 구면 거울 시스템은 구면수차 문제가 있다. 뒤틀린 거울(distorting mirror)은 엔터테인먼트를 목적으로 사용된다. 조금 왜곡된 이미지를 만드는 볼록 또는 오목형 부분이 존재한다. 물체나 특정 거리에 위치할 때 매우 확대되거나 매우 줄어든 이미지를 보여준다.

## 같이 보기
- 집광형 태양광 발전